# 빙하 붕괴

아르헨티노호 페리토모레노 빙하에서 대규모 빙하 붕괴가 발생하는 모습

빙하 붕괴(Ice calving, glacier calving, iceberg calving)는 빙하 끄트머리의 얼음 덩어리가 깨져서 분리되는 현상을 뜻한다. 빙하 붕괴는 빙하의 융삭 또는 빙하 후퇴의 한 종류이다. 빙하 붕괴는 빙하, 빙산, 빙선, 빙붕, 크레바스 등에서 얼음 덩어리가 갑작스럽게 튀어나와 부서지는 형태로 일어난다. 이렇게 떨어져 나간 얼음은 빙산(iceberg)으로 분류하지만 더 작은 빙산편(growler, bergy bit, crevasse wall breakaway)으로 부르는 경우도 있다.
빙하가 붕괴될 땐 최대 60 m가 넘는 얼음 덩어리들이 떨어지며 갈라져 나오면서 큰 펑 하는 소리가 같이 나타나며 물에 떨어지는 경우가 많다. 이 얼음이 물로 떨어지면 크고 위험한 파도가 만들어진다. 존스홉킨스 빙하에서 발생하는 빙하 붕괴의 경우에는 그 파도가 너무 커서 배가 약 3 km 이내로 가까이 댈 수 없다.
대부분의 빙하가 담수호나 바다와 이어져 있기 때문에 자연적으로 많은 빙산이 붕괴되면서 빙산이 되어 물 속으로 사라진다. 그린란드의 빙하가 붕괴되는 것만으로 매년 12,000개에서 15,000개의 빙산이 새로 만들어진다.
빙붕의 붕괴는 종종 빙붕 균열이 선행적으로 나타난다. 정상 상태의 빙붕은 새로운 얼음이 유입되는 속도와 거의 같은 속도로 붕괴되며 빙붕선의 전체적인 평균 위치를 그대로 유지하기 위해 자연적으로 1년 미만에서 수십년 간격으로 큰 빙하 붕괴가 발생한다. 하지만 해빙 속도가 새로운 얼음의 유입 속도를 넘어선다면 빙하전선이 점점 후퇴하면서 빙붕이 약해지고 작아지는 현상이 발생한다.

## 원인
빙하 붕괴의 원인은 1차적, 2차적, 3차적 과정으로 분류해서 알아보면 유용하다. 첫 과정은 빙하 규모에서 전체적인 빙하 붕괴 속도를 결정한다. 빙하 붕괴가 발생하는 1차적 원인은 크레바스 형성에 영향을 주는 수직 방향 응력이다. 크레바스가 빙붕의 전체를 관통해버리면 얼음이 끊기며 붕괴된다. 수직응력은 빙하의 바닥면과 가장자리에서의 마찰력, 빙하의 기하학적 구조와 바닥과의 수압에 따라 결정된다. 따라서 이런 여러 요인이 빙하 붕괴 속도를 1차적으로 결정한다.
2차 및 3차적 빙하 붕괴 과정은 위의 1차 과정에 영향을 주는 과정으로 볼 수 있으며, 전체적인 빙하 붕괴 속도보다는 특정한 개별 빙하 붕괴 사건 발생에 영향을 준다. 수면선상에서의 빙붕 용융은 해빙을 악화시켜 빙하 붕괴로 이어지기 때문에 중요한 2차 빙하 붕괴 과정에 해당한다. 기타 다른 2차적 요인으로는 조석과 지진, 부력, 용융물의 쐐기 현상 등이 있다.
수면선상에서 빙붕이 녹아 갈라지면 빙하의 수면 아래 부분만 녹아서 갈라지고 물 속 아래 잠긴 "갈라진 빙하조각"이 남는다. 이 빙하조각이 위로 뜨러는 부력에 의해 갈라진 빙붕이 깨져 빙하조각이 위로 솟구치는 3차적 과정이 발생한다. 이 과정은 빙하 끝에서 최대 300 m 안쪽에서 떨어진 곳에서 예고 없이 갑자기 발생하기 때문에 매우 위험하다.

## 같이 보기
- 빙상역학
- 빙붕
- 빙하
- 융삭
- 세락

## 참고 문헌
- Holdsworth, G. 1971. Calving  From  Ward  Hunt  Ice  Shelf,  1961–1962., Canadian  Journal of Earth Sciences  8:299-305.
- Jeffries, M.  1982. Ward  Hunt  Ice Shelf, Spring 1982. Arctic 35542–544.
- Jeffries, M.O., And Serson, H.  1983. Recent  Changes At  The  Front Of Ward Nwt. Arctic 36:289-290. Hunt Ice Shelf, Ellesmere  Island, Koenig, L.S., Greenaway, K.R.,  Dunbar, M., And Haitersley
- Smith, G.  1952. Arctic  Ice  Islands.  Arctic  5:67-103.
- Lyons, J.B., And  Ragle,  R.H. 1962. Thermal  History  And  Growth  Of The Ward  Hunt  Ice Shelf. International  Union  Of Geodesy  And  Geophysics International Association Of Hydrological Sciences, Colloque D’obergurgl, 10–18 September 1962. 88–97.
- Rectic And Maykut, G.A., And  Untersteiner, N. 1971. Some Results From A Time Of Geophysical  Research Dependent  Thermodynamic  Model Of Sea Ice. Journal 761550–1575.